# Tout sur l'écran
 (août 2020).
Si vous disposez d'ouvrages ou d'articles de référence ou si vous connaissez des sites web de qualité traitant du thème abordé ici, merci de compléter l'article en donnant les références utiles à sa vérifiabilité et en les liant à la section « Notes et références ».

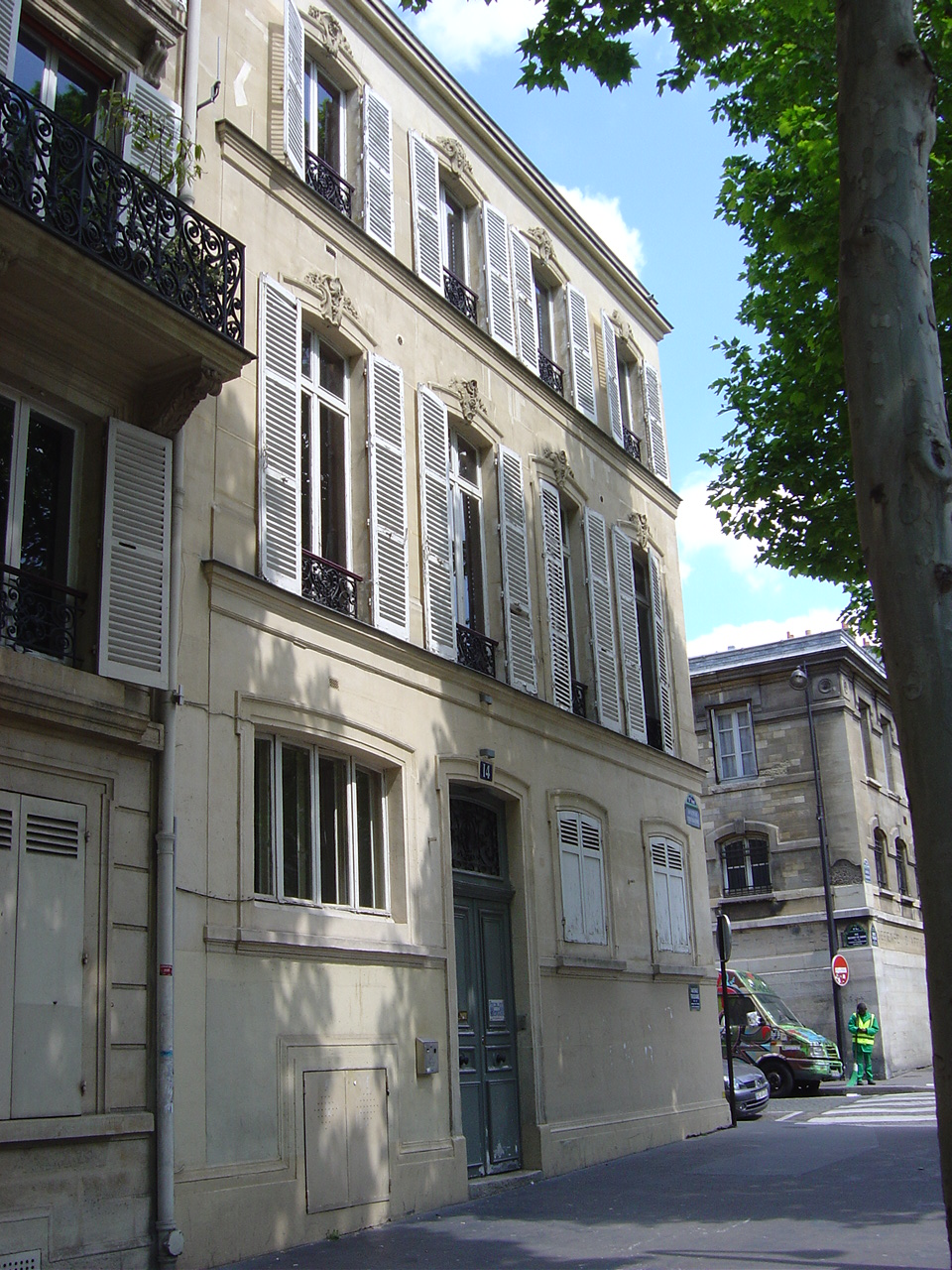
Ancien siège de la société au 14 avenue Trudaine (hôtel Ohnet).

Tout sur l'Écran Productions est une société de production de télévision française créée par Catherine Barma en septembre 1998.

## Productions

### Anciennes productions
- Les cinglés de la télé (1999) avec Gérard Holtz
- Tout le monde en parle (1999-2006) avec Thierry Ardisson
- On a tout essayé (2000-2007) avec Laurent Ruquier
- Ca s'en va et ça revient présentée par Thierry Ardisson (2000-2002) 8 émissions en prime time
- Tribus (2003) avec Thierry Ardisson , 2 émissions en prime-time
- Le Grand Blind test (2003) avec Thierry Ardisson
- Opinion Publique en (2003-2004) avec Thierry Ardisson 5 émissions en prime-time
- Café Picouly (2005-2011) avec Daniel Picouly
- On n'est pas couché (2006-2020), avec Laurent Ruquier
- On n'a pas tout dit (2007-2008) avec Laurent Ruquier
- Tous au théâtre (2008-2009) avec Laurent Ruquier
- Café littéraire (2008-2009) avec Daniel Picouly
- Panique dans l'oreillette (2008-2010) avec Frédéric Lopez
- Vos chanteurs préférés (2009) avec Laurent Ruquier et Michael Gregorio
- La nuit nous appartient (2009-2012) avec Mustapha El Atrassi
- On a tout révisé (2009-2011) avec Laurent Ruquier
- On n'demande qu'à en rire (2010-2013) avec Laurent Ruquier puis Jérémy Michalak (Quotidienne)
- On n'demande qu'à en rire (2014) avec Bruno Guillon
- Dans le cœur des femmes (2011)
- ONDAR Show (2012)
- L'Émission pour tous (2014) avec Laurent Ruquier
- Vous pouvez répéter la question ? (2017) avec Alex Goude
- Code promo (2017-2018), avec Stéphane Bern
- Chez Moix (2018-2019), avec Yann Moix
- Déconne Cheese (chaîne YouTube) (décembre 2014-novembre 2016), avec certains habitués d'On n'demande qu'à en rire, comme Arnaud Tsamère, Ben, Artus, Florent Peyre, Matthieu Penchinat etc. mais aussi des nouveaux[réf. souhaitée].

### Productions actuelles

#### Productions
- Cuisine ouverte depuis février 2021 avec Mory Sacko